# Berlin-Steglitz
Berlin-Steglitz  est un des sept quartiers qui constitue l'arrondissement de Steglitz-Zehlendorf dans la capitale allemande.

## Géographie
Le quartier s'étend sur 6,79 km2 sur le plateau de Teltow. Son point culminant est le Fichtenberg à 68 m.

## Histoire
Le village de Steglitz est intégré à Berlin en tant que quartier le 1er octobre 1920 à l'occasion de la réforme territoriale du Grand Berlin. Entre 1921 et 2001, il faisait partie du district de Steglitz, qui a fusionné avec le district de Zehlendorf pour former l'arrondissement de Steglitz-Zehlendorf en 2001.

## Population
Le quartier comptait 74 545 habitants le 1er janvier 2017 selon le registre des déclarations domiciliaires, c'est-à-dire 10 979 hab./km2.

## Personnalités
- Carl Friedrich von Beyme (1765–1838), juriste et haut fonctionnaire prussien
- Friedrich von Wrangel (1784–1877), général prussien
- Friedrich Althoff (1839–1908), homme politique
- Maximilian Gritzner (1843–1902), historien
- Friedrich Paulsen (1846–1908), philosophe
- Charlotte Engel-Reimers (1870-1930), économiste et militante des droits des femmes
- Wolfgang Krause (1895–1970), linguiste
- Henry Blanke (1901–1981), producteur de cinéma
- Kurt Aland (1915–1994), théologien protestant
- Waldemar Reichhard (1915–1988), artiste lyrique
- Helga Cazas (1920-2008), écrivaine
- Oliver Korittke (1972-), acteur
- Frederick Lau (1989-), acteur

## Galerie

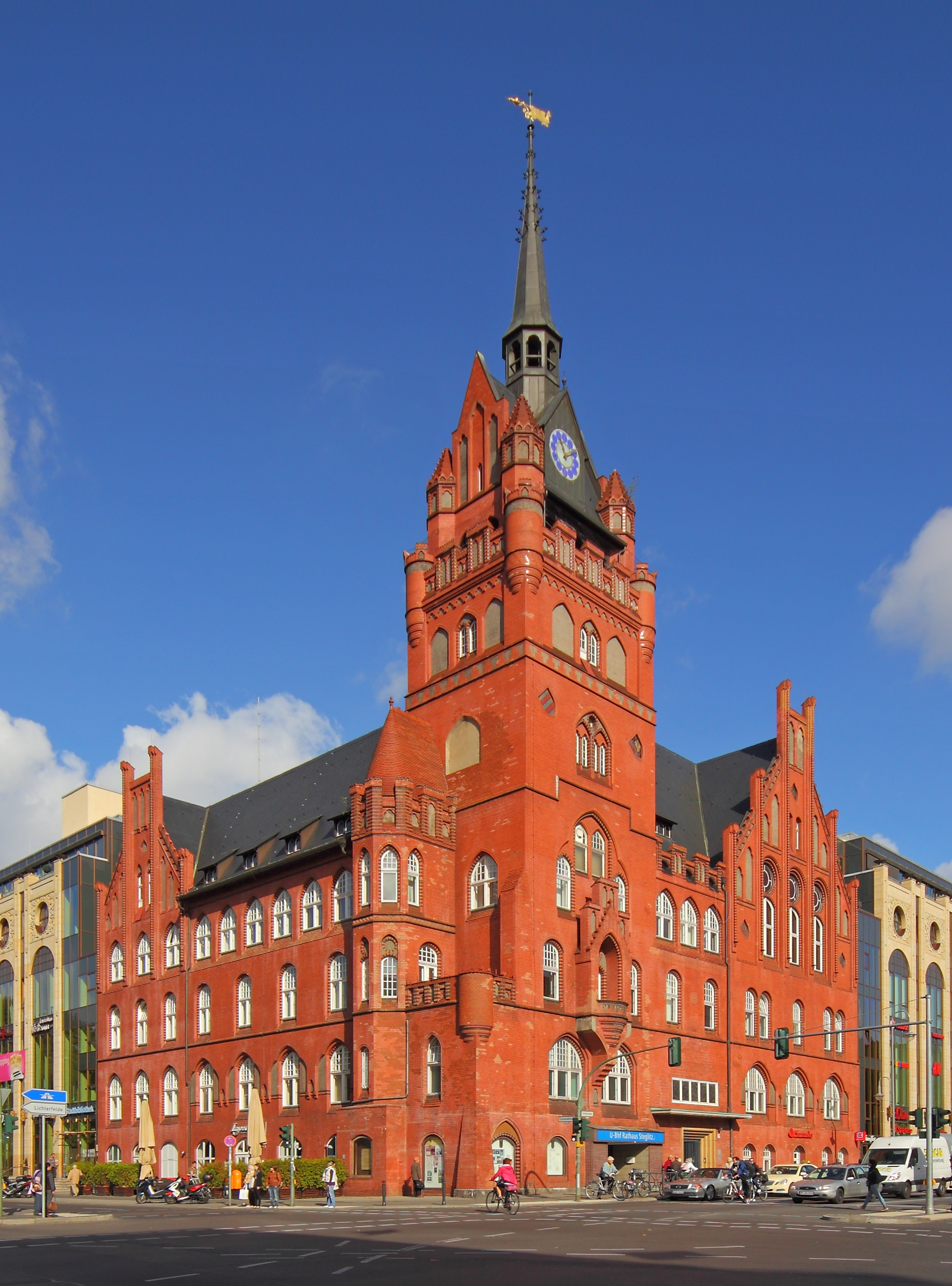
L'hôtel de ville de Steglitz
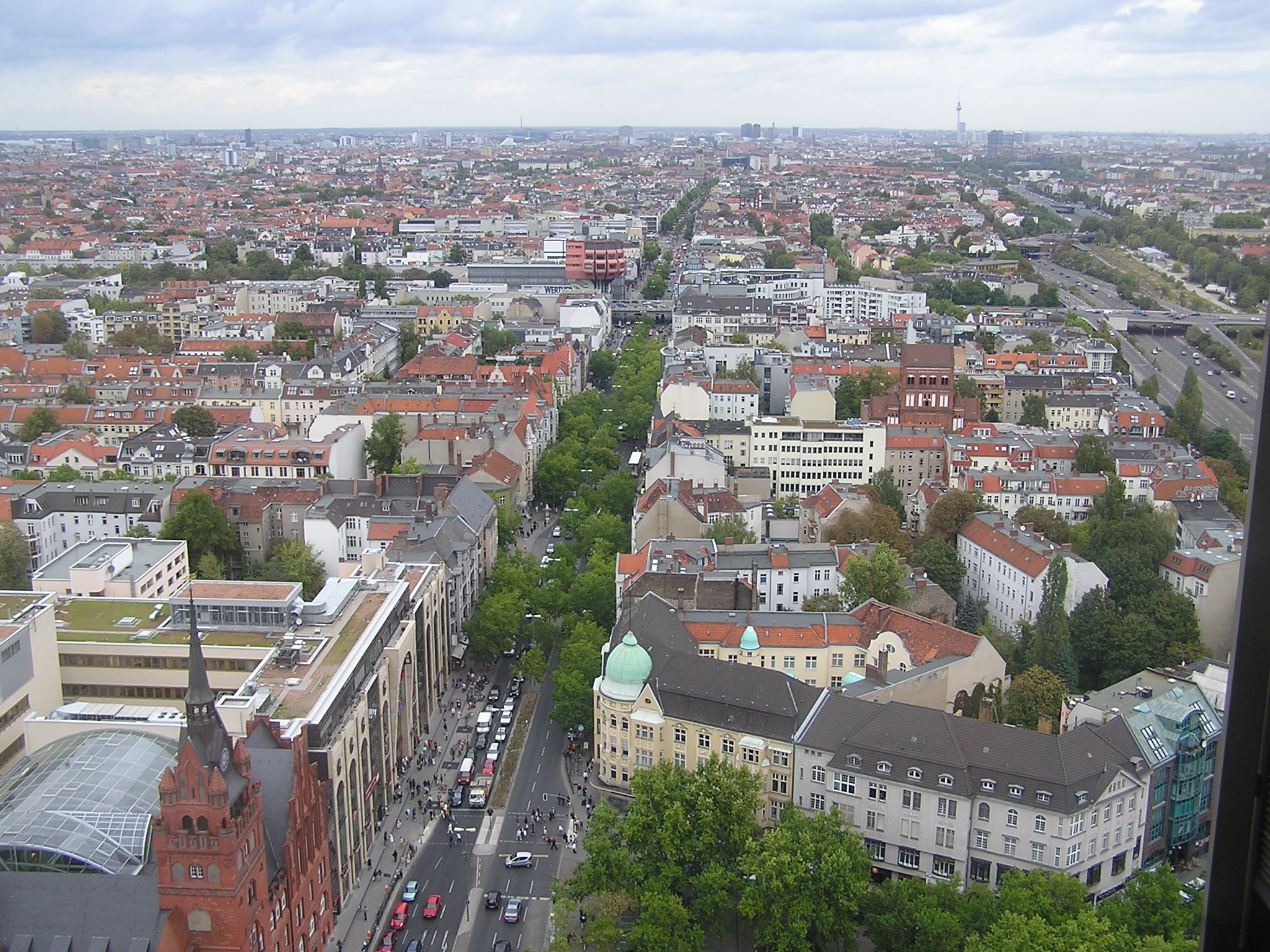
Steglitz vu du ciel
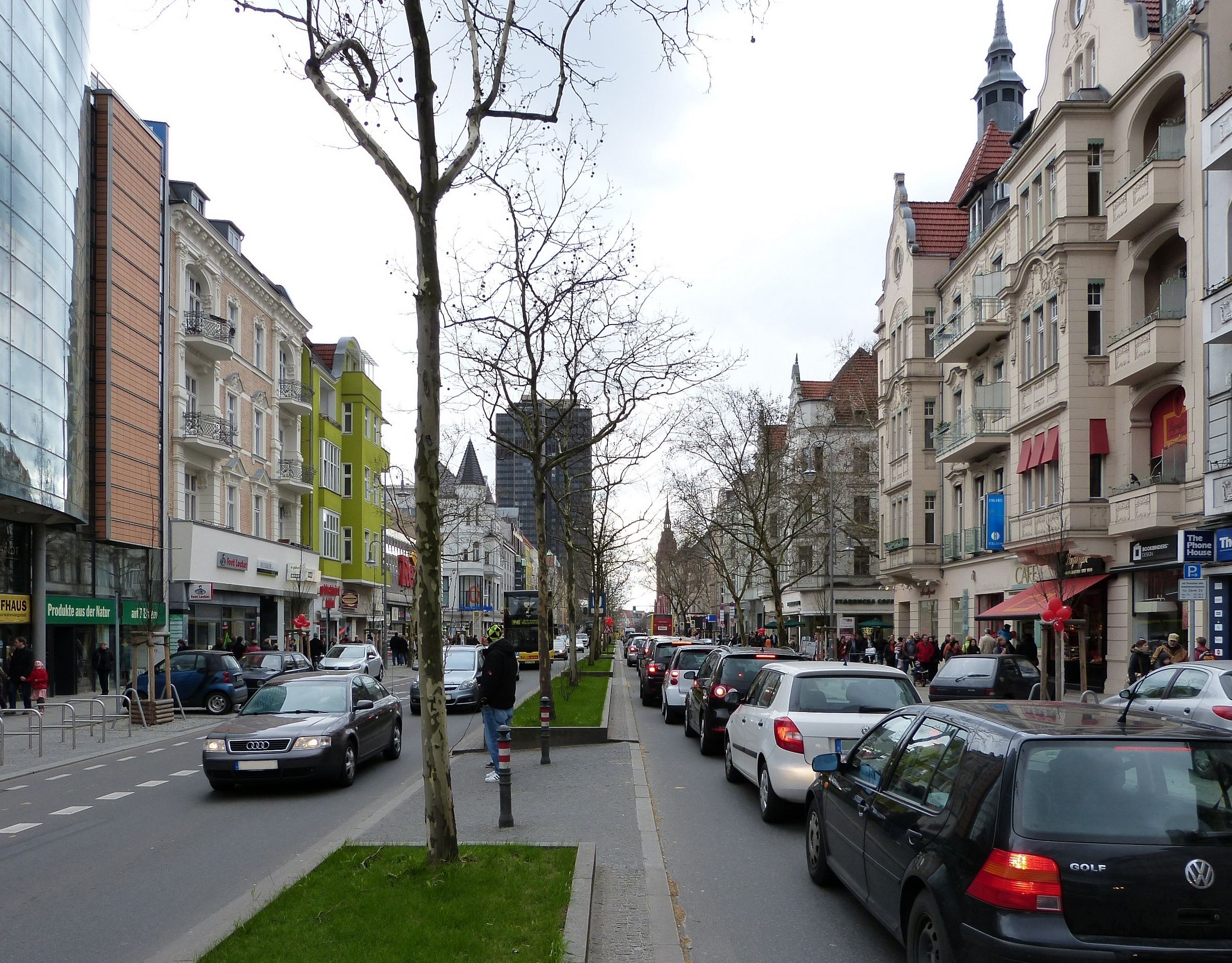
Schloßstraße (rue commerçante)
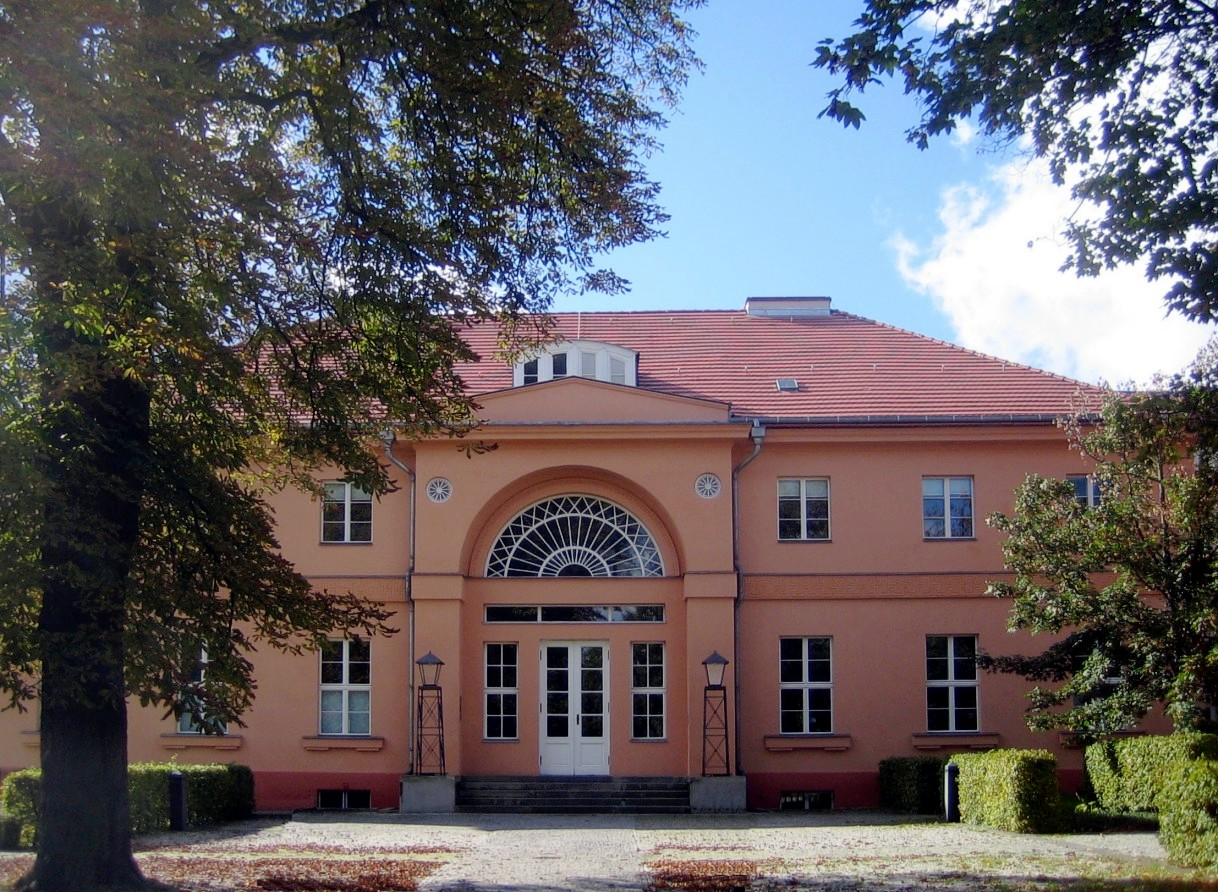
Château de Steglitz